# Bachtiemir
Bachtiemir (ros. Бахтемир) – wieś w Rosji, w obwodzie archangielskim, w rejonie ikrianinskim. W 2010 liczyła 2532 mieszkańców.